# Patronato
Patronato est un quartier de la ville brésilienne de Santa Maria, au Rio Grande do Sul. Il est situé dans le district de Sede.

## Villas
Le quartier possède les ensembles (vilas) suivants : Parque Residencial Padre Caetano, Patronato, Vila Dois de Novembro, Vila Guarani, Vila Plátano.

## Galerie

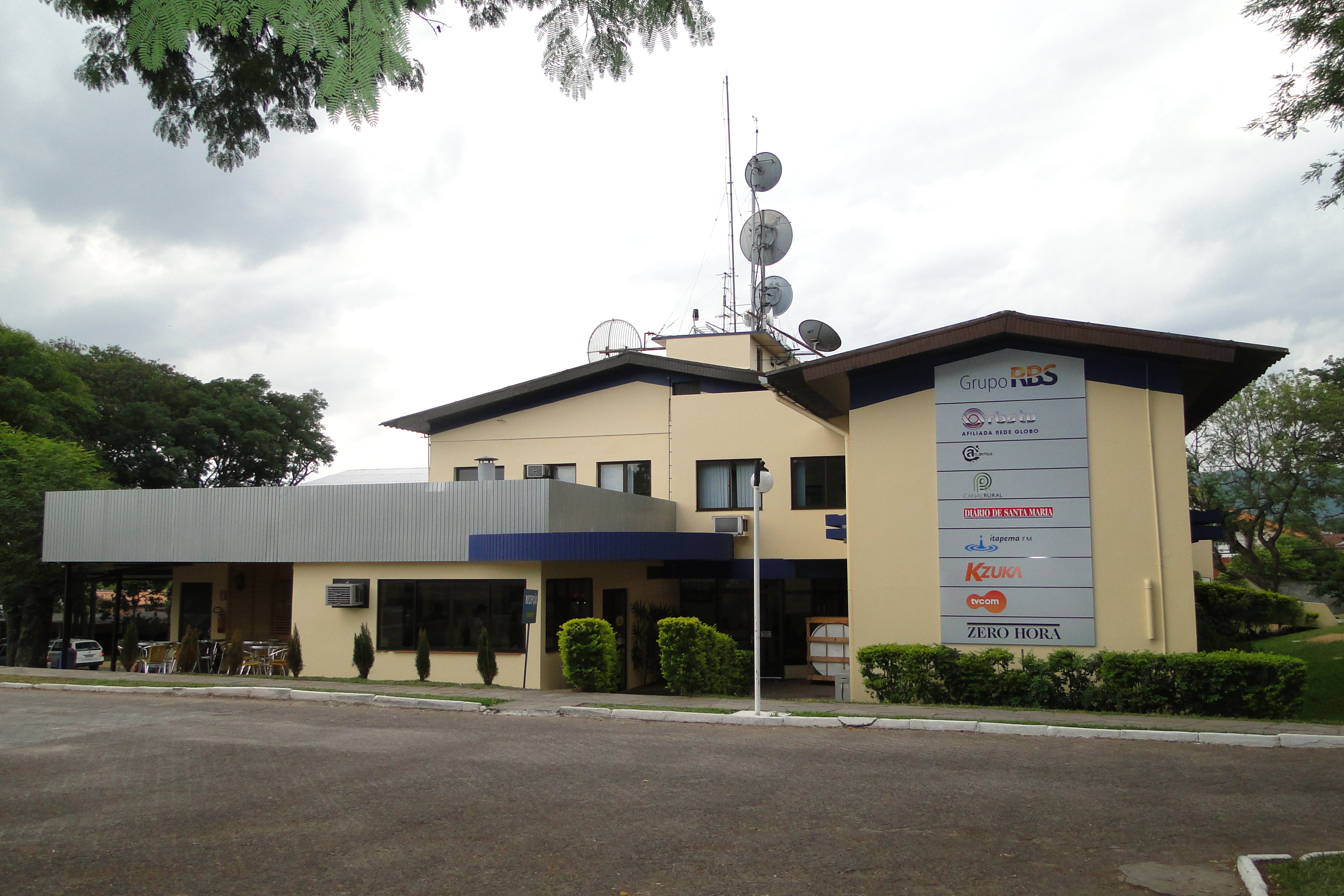
Siège de RBS TV Santa Maria (es).
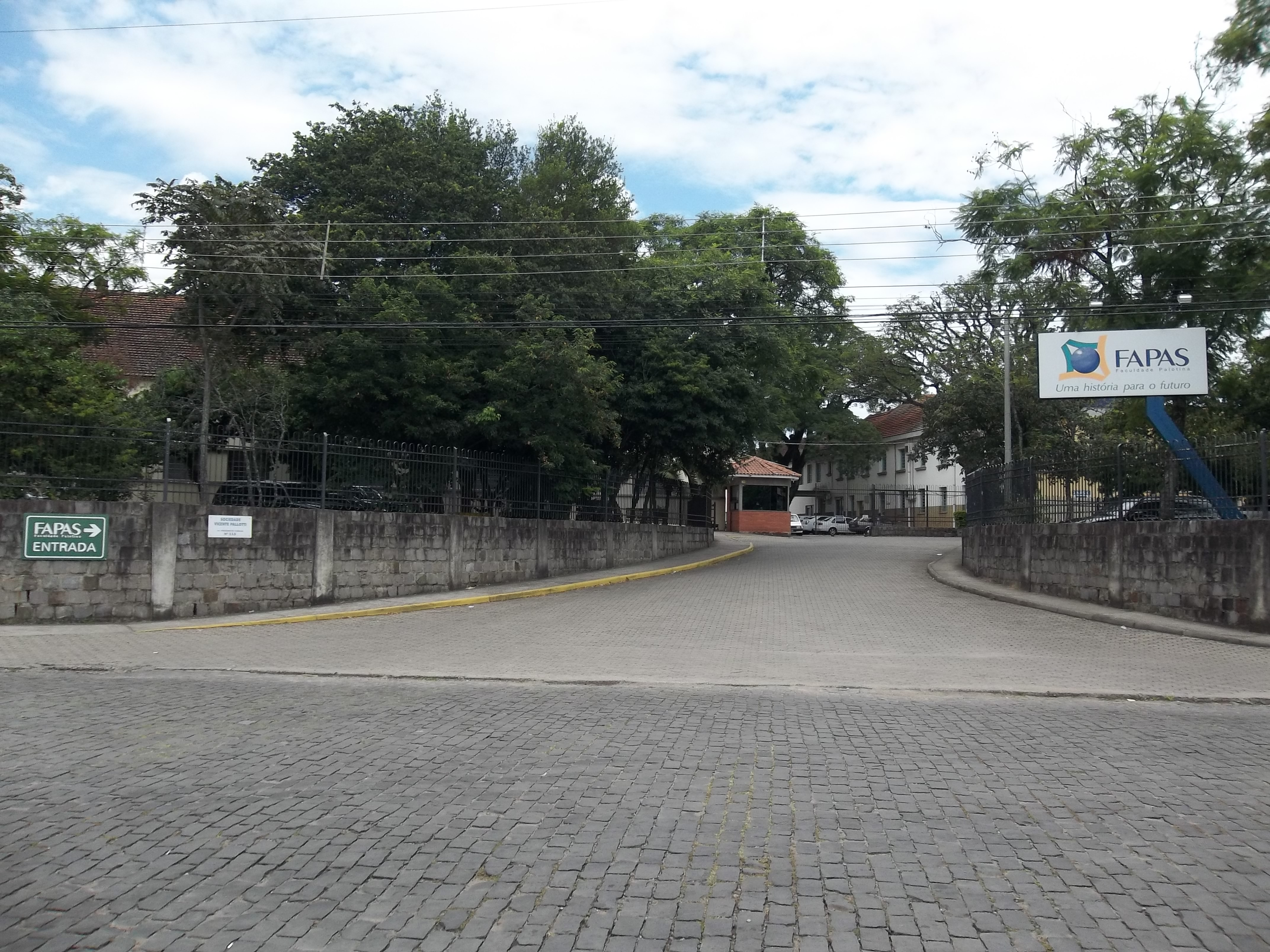
Entrée du musée Vicente Pallotti (pt).
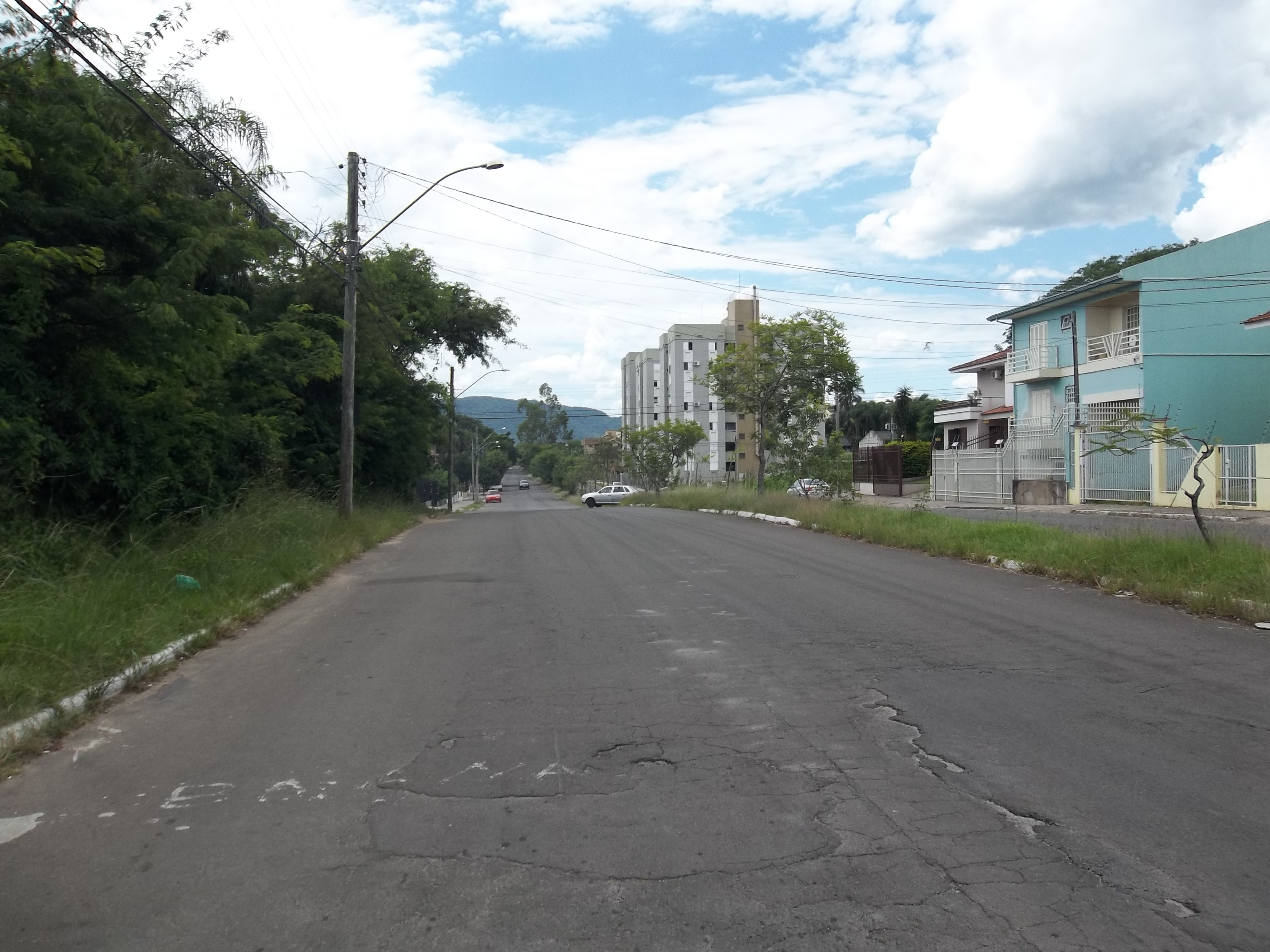
Avenida Maurício Sirotski Sobrinho.